# Александрос Папагос
Александрос Папагос (грч.Αλέξανδρος Παπάγος) (9. децембар 1883 – 4. октобар 1955) је био официр грчке војске који је предводио Хеленску војску у Другом светском рату и каснијим фазама грчког грађанског рата. Једини грчки официр који је у каријери унапређен у чин фелдмаршала, постао је први начелник Главног штаба грчке националне одбране од 1950. до његове оставке 1951. године. Затим је ушао у политику, основао грчку партију и постао премијер земље после победе на изборима 1952. године. Његово премијерско место дефинисано је у неколико догађаја. Хладни рат и последице грчког грађанског рата; Грчка постаје чланица НАТО-а; Америчке војне базе биле су дозвољене на грчкој територији; створен је снажан и снажно антикомунистички безбедносни апарат; а комунистички лидер Никос Плумпидис је погубљен од стране стрељачког вода. Његов мандат такође је започео фазу грчког економског чуда и растуће напетости са Британијом и Турском око кипарског питања.

## Војна каријера
Алекандрос Папагос је рођен у Атини 1883. Његов отац је био генерал-мајор Леонидас Папагос, који је за време своје војне каријере био на високим положајима, укључујући и позицију директора особља у Министарству рата и помоћника за краља. Његово порекло је са острва Сирос.
Године 1902, уписао је у Војну академију у Бриселу и наставио студије у школи за коњанике у Ипресу. Он је 15. јула 1906. био на дужности као други поручник коњице у Хеленској војсци. Оженио је Марију Калински, ћерку генерал-пуковника Андреаса Калинскиса-Ридиса.
Од 1911. године постао је поручник, а учествовао је у балканским ратовима 1912–13 . Године 1913, унапређен је у Капетана. После балканских ратова, служио је у Првом коњаничком пуку и штабу 3. армијског корпуса. Од 1916. године именован за мајора, постављен је за начелника штаба коњичке бригаде. Као потврђени ројалиста, отпуштен је из војске 1917. као резултат националног раскола.
Позван је на активну службу 1920. године, након изборне победе ројалистичких партија, са ретроактивним рангом потпуковника, и још једном је служио као начелник штаба коњичке бригаде и коњичке дивизије током кампање Мале Азије против турског Националног покрета Мустафе Кемала. Након катастрофалног пораза грчке војске у августу 1922. и каснијег избијања војне побуне, он је поново отпуштен из војске, али је повучен 1926. у чину пуковника. Године 1927, постављен је за команданта 1. коњичке дивизије. Године 1930, именован за генерал-мајора, именован је за заменика начелника Генералштаба Хеленске војске. Године 1933-1935. обављао је дужност инспектора коњице, а потом команде 1. и 3. армијског корпуса. Он је унапређен у генерал-поручника 1935. године.

### Обнова монархије и Метаксасов режим
Дана 10. октобра 1935. године, заједно са шефовима службе морнарице и ваздухопловним снагама, срушио је владу Панагиса Цалдариса и постао министар за војне послове у новом кабинету Георгиоса Кондилиса, који је одмах прогласио обнову грчке монархије. Папагос је остао министар војних послова до Кондилисове оставке 30. новембра и био је поново именован на функцију у наредном кабинету Константиноса Демерциса 13. децембра 1935. до 5. марта 1936. Дана 5. марта 1936. именован је за главног инспектора војске, држећи ту функцију до 31. јула. Сутрадан је унапређен у начелника Генералштаба војске. Са своје позиције, он је ангажовао војску да подржи Метаксасову декларацију о диктатури 4. августа 1936. године.
Папагос (лево) са генералом Арцхибалдом Вавеллом, генералним официром, командантом Блискоисточне команде британске војске, у Атини у јануару 1941.
Током наредних година, као начелник Генералштаба, активно је покушавао да реорганизује и поново опреми војску за надолазећи Други светски рат.

### Други светски рат
По избијању грчко-италијанског рата 28. октобра 1940. године, он је постао врховни командант војске, који је задржао позицију до капитулације грчких оружаних снага након немачке инвазије на Грчку у априлу 1941. Папагос је управљао грчким операцијама против Италије дуж грчко-албанске границе. Грчка војска је под његовом командом успела да заустави италијански напредак до 8. новембра и присилила их да се повуку дубоко у Албанију између 18. новембра и 23. децембра. Успех грчке војске донео му је славу. Друга италијанска офанзива од 9. до 16. марта 1941. одбијена је. Упркос овом успеху, Папагос је одлучио да задржи већину грчке војске у Албанији и није био вољан да нареди постепено повлачење како би ојачао североисточну границу како се немачка интервенција приближила. После немачке инвазије 6. априла 1941. године, бројне грчке снаге у Македонији оштро су се одупрле немачкој офанзиви на линији Метаксас, али су их непријатељи надмудрили и тако је Папагос подржао њихову предају. Убрзо након што је Епирска војска капитулирала, до 23. априла грчка влада је била присиљена да побегне на Крит.
Папагос је остао у окупираној Грчкој. Током 1943. удружио се са другим бившим официрима војске, организацијом отпора, Војном хијерархијом. У јулу исте године, ухапшени су од стране немачких окупационих власти и превезени у Немачку као таоци. Крајем априла 1945. године пребачен је у Тирол заједно са око 140 других истакнутих логораша из концентрационог логора Дахау, где су СС војници оставили заробљенике. Ослободио га је пета војска САД-а 5. маја 1945.

### Грчки грађански рат
Године 1945. вратио се у Грчку, поново се прикључио војсци и 1947. постигао чин пуног генерала. У августу 1945. Британци су га поставили за почасног витеза Реда Британске империје.
У јануару 1949. поново је именован за врховног команданта у грчком грађанском рату. Папагос је предводио коначну победу владиних снага над комунистичком демократском војском Грчке, користећи екстензивну америчку материјалну помоћ (укључујући авионе опремљене напалмом), и опсежно распоређивање Хеленске специјалне снаге (ЛОК), од фебруара до октобра те године.
Британски официр Кристофер Вудхаус, који је био активан у грчком покрету отпора и добро познавао земљу, сматрао је да је његов претходник, генерал потпуковник Димитриос Гиацис, "практично освојио рат" пре његовог отпуштања, али да је Папагосово именовање било корисно јер Папагос је кроз свој радни стаж и престиж, "могао наметнути своје планове и жеље и грчкој високој команди и савезничким војним мисијама, које су биле неколико месеци у међусобном сукобу" . Додао је да је он био "врхунски кадровски официр, беспрекоран у логистичком планирању и прецизном прорачуну, мајстор политике и дипломатије рата", али "са малим искуством високе команде у борби", и да је имао тенденцију да командује из Атине али да је ретко посећивао линије фронта . Папагосов непоштени стил вођења довео је до сукоба са једним од најважнијих подређених команданата, генералом Цакалотосом. 
Као награду за своје услуге, 28. октобра 1949. године добио је титулу Фелдмаршала, јединог грчког официра за каријеру који је икада имао тај чин. Он је наставио да служи у својству врховног команданта до 1951. године, док је Грчка била у стању политичке нестабилности, са подељеним странкама и слабим политичарима који нису били у стању да обезбеде чврсту владу.

## Политичка каријера
У мају 1951. дао је оставку у војсци како би се укључио у политику. Он је основао грчку партију (Ελληνικος Συναγερμος), по узору на Де Гола и његову партију и победио је на септембарским изборима са 36,53% гласова. То је углавном било због његове популарности, његовог имиџа као снажног и одлучног вође и комунистичког пораза у грађанском рату, који је у великој мери приписан његовом руководству. Упркос овој победи, Папагос није могао формирати владу на тој већини, и морао је чекати до избора у новембру 1952. године, где је његова странка забележила импресивних 49% гласова, добивши 239 од 300 места у парламенту. Фелдмаршал, са својом популарном подршком и подршком Американаца, био је ауторитативна фигура, која је довела до трења са Краљевском палатом. Папагошка влада је успешно настојала да модернизује Грчку (где се млади и енергични министар рада, Константин Караманлис, први пут истакао) и обновио економију земље која је уништена десетогодишњим ратом, али га је опозиција критиковала због тога што није учинио много за обнову друштвене хармоније у земљи која је још увек ожалошћена од грађанског рата.
Једно од главних питања с којима се Папагос суочио био је кипарски проблем, где је грчка већина почела тражити Унију с Грчком. Као одговор на демонстрације на улицама Атине, Папагос је невољно, пошто би то довело Грчку у сукоб с Великом Британијом, наредио грчком представнику УН-а 1954. године да покрене питање Кипра пред Генералном скупштином УН-а. Међутим, сукоби на Кипру довели су до погоршања грчко-турских односа, што је кулминирало у Истанбулском погрому у септембру.
У јануару 1955. Папагос је почео да развија стомачне проблеме, што је резултат његовог затварања током Другог светског рата. Он је именовао Стефаноса Стефанопулоса за привременог премијера током његове болести. Стање Папагоса се погоршало, док је 11. октобра 1955. умро услед крварења у плућима.
Атинско предграђе Папагос, у којем се налази Министарство одбране, добило је име по њему.